# Christophe Jaquet
Pour les articles homonymes, voir Jaquet.
Christophe Jaquet, né le 2 avril 1976 à Fribourg (Suisse), est un footballeur suisse qui joue au poste de défenseur. Il compte trois sélections en équipe de Suisse.